# Xylota pendleburyi
Xylota pendleburyi är en tvåvingeart som beskrevs av Charles Howard Curran 1928. Xylota pendleburyi ingår i släktet vedblomflugor, och familjen blomflugor. Inga underarter finns listade i Catalogue of Life.